# Rucker Park

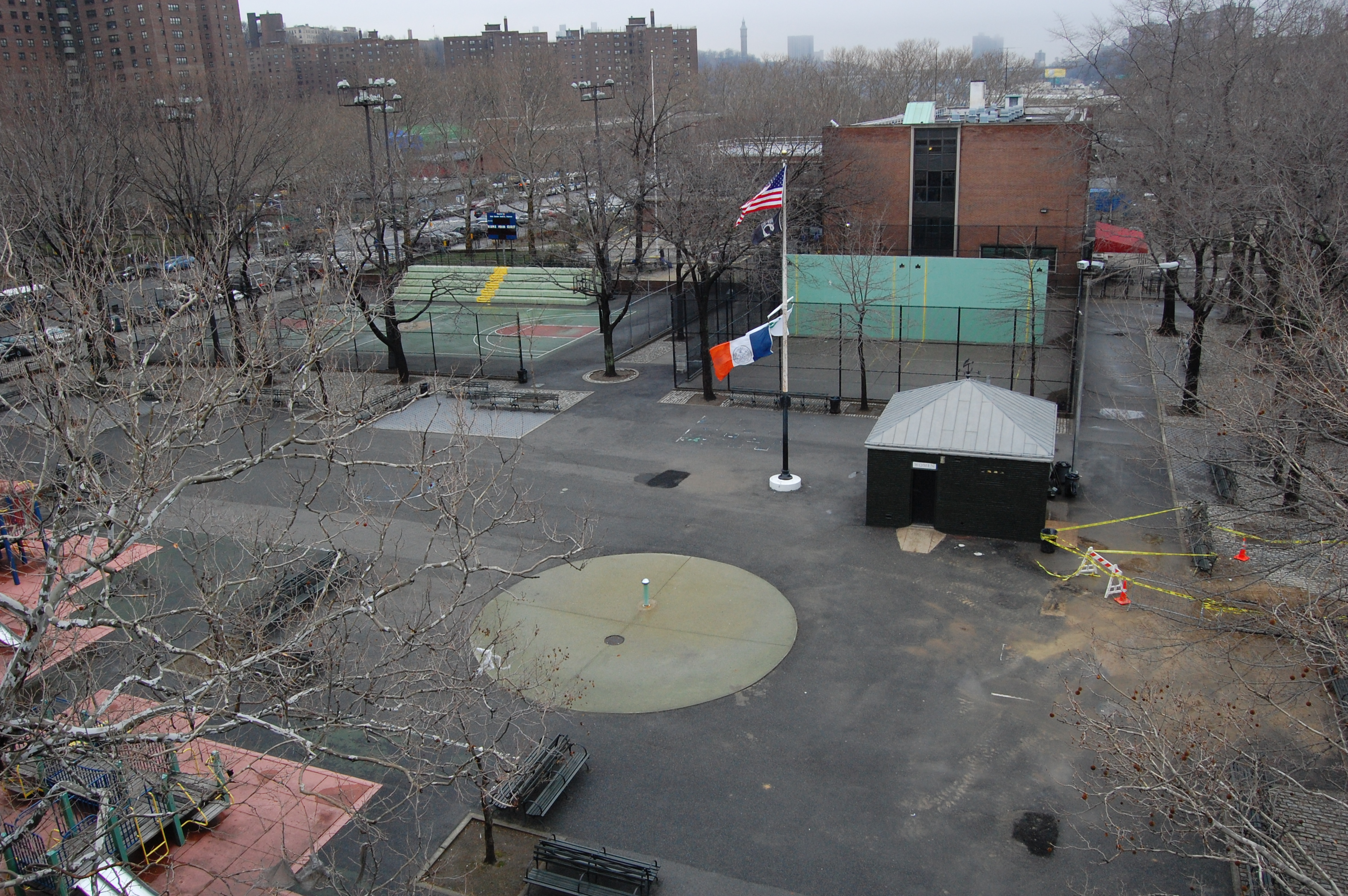
Rucker Park

Rucker Park es una cancha de baloncesto localizada en Nueva York en la 155th y 8th Avenida, en el barrio de Harlem. Está en el antiguo sitio donde se situaba Polo Grounds. Muchos jugadores que han jugado en esta pista han alcanzado un alto nivel de fama por su baloncesto, incluyendo jugadores de la NBA.

## Localización
El parque está localizado en la calle 155th y Frederick Douglass Boulevard, haciéndose más fácil llegar hacia allí por el tren B o el tren D.

## Partidos
Esta tradición de baloncesto callejero en Nueva York comenzó con Holcombe Rucker, quien organizó un torneo de baloncesto semiprofesional en un playground en la 7.ª Avenida entre las calles 128th y 129th, comenzando en 1946. El torneo se mudó más tarde a la localización actual en 1965. Actualmente la liga Entertainers Basketball Classic (EBC) representa el nivel más alto que se puede ver en la pista. The Terror Squad, patrocinado por el rapero Fat Joe, ha ganado el campeonato EBC en 2002, 2003 y 2004.
Durante los partidos, los MCs dan acción al juego con sus comentarios de las jugadas y haciendo bromas con los jugadores tras malas jugadas. El parque es popular por su alto nivel de baloncesto, así como por su particular estilo de streetball.

## Jugadores importantes
En el parque se han visto muchas leyendas del baloncesto callejero y de la NBA, como Pee Wee Kirkland, Earl "The Goat" Manigault, Herman 'Helicóptero' Knowings, Joe 'The Destroyer' Hammond, Wilt Chamberlain, Connie Hawkins, Julius Erving, Nate Archibald , Earl Monroe y Kobe Bryant .
Jugadores de la NBA actuales que han jugado en el Rucker Park son, entre otros:
- Vince Carter
- Baron Davis
- Kevin Durant
- Joe Forte
- Steve Francis
- Brandon Jennings
- Stephon Marbury
- Shawn Marion
- Jamal Mashburn
- Smush Parker
- Sebastian Telfair
- Jamaal Tinsley
- Miles Aiken